# Robert Henry Lawrence Jr.

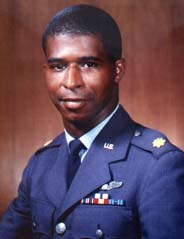
Robert Henry Lawrence, Jr.

Robert Henry Lawrence Jr. (* 2. Oktober 1935 in Chicago, Illinois; † 8. Dezember 1967 auf der Edwards Air Force Base bei Lancaster, Kalifornien) war ein US-amerikanischer Pilot und Raumfahreranwärter.

## Leben
Lawrence studiert Chemie an der Bradley University und verpflichtete sich anschließend über das ROTC-Programm bei der United States Air Force. 
Ab 1956 diente er bei der Air Force als Pilot, zuerst auf der Malden Air Base in Missouri, dann in Deutschland, wo er auf dem Flugplatz Fürstenfeldbruck Bundeswehrpiloten auf der Lockheed T-33 ausbildete. Zurück in den USA studierte er physikalische Chemie an der Ohio State University, die er 1965 als Ph.D. verließ.
Lawrence arbeitete für die Air Force auf der Kirtland Air Force Base in New Mexico und wechselte dann zur Testpilotenschule an die Edwards Air Force Base in Kalifornien, die er 1967 abschloss.
Die Air Force hatte zu dieser Zeit die militärische Raumstation Manned Orbiting Laboratory (MOL) in Planung und bildete bereits zwei Gruppen künftiger Astronauten aus. Am 30. Juni 1967 wurde Lawrence für die dritte MOL-Gruppe ausgewählt. Er wurde damit der erste schwarze Raumfahreranwärter.

## Unfall
Lawrence arbeitete weiter als Testpilot in Edwards, wo er das Landeanflug-Verhalten von extrem schnellen Flugzeugen untersuchte. Am 8. Dezember 1967 war er als Ausbilder in einem zweisitzigen F-104 Starfighter im Einsatz. Mit ihm im Flugzeug war John Royer, der diese Landeanflüge üben sollte. Bei einem dieser Landeanflüge setzte Royer zu hart auf. Das Fahrwerk zerbrach und die Unterseite des Starfighters fing Feuer. Das Flugzeug hob noch einmal kurz ab, schlug erneut auf, rutschte auf der Landebahn entlang und kippte schließlich zur Seite. Royer und Lawrence betätigten den Schleudersitz. Während Royer schwer verletzt überlebte, waren Lawrences Verletzungen tödlich.

## Anerkennung als Astronaut
Bei der NASA wird die Bezeichnung „Astronaut“ für Personen verwendet, die die Raumfahrerausbildung abgeschlossen haben, auch wenn sie noch keinen Raumflug durchgeführt haben. Die US Air Force dagegen bindet die Bezeichnung „Astronaut“ dagegen an einen Flug in über 50 Meilen (80 km) Höhe. Lawrence hatte keine dieser Anforderungen erfüllt, so dass er nicht als Astronaut galt.
Hätte Lawrence gelebt, wäre er wahrscheinlich unter den MOL-Astronauten gewesen, die nach der Absage von MOL Teilnehmer der NASA-Astronautengruppe 7 wurden und alle mit dem Space Shuttle flogen.
Die Skulptur Fallen Astronaut, die 1971 auf dem Mond platziert wurde, enthält Namen von verstorbenen Astronauten, Lawrence ist hier nicht vermerkt.
Der Mondkrater Lawrence wurde 1973 nach ihm und Ernest O. Lawrence benannt.
Auch als 1991 auf dem Kennedy Space Center das Space Mirror Memorial eingeweiht wurde, war er nicht aufgeführt. Der Politiker Bobby Rush bezeichnete dies als „klassischen Fall von institutionellem Rassismus“ und setzte sich dafür ein, dass die US Air Force diesen Fall neu bewertete. Schließlich entschied die Air Force, Lawrence als Astronaut anzuerkennen. Am 8. Dezember 1997, dem 30. Todestag von Lawrence, wurde sein Name auf dem Space Mirror Memorial nachgetragen.
2018 wurde Lawrence auch ein eigenes Weltraumkunstwerk namens Enoch gewidmet. Es handelte sich dabei um ein goldenes Gefäß mit einer Büste von Lawrence auf dem Deckel, das von Dezember 2018 bis Dezember 2021 als Satellit die Erde umkreiste. Nach Ansicht seines Schöpfers Tavares Strachan befand sich in dem Behälter die Seele von Lawrence, die somit den Weltraumflug nachholte, der dem Astronauten verwehrt geblieben war.
Das Frachtraumschiff Cygnus NG-13 erhielt im Februar 2020 den Namen S.S. Robert H. Lawrence.
Am 27. Januar 2021 wurde ein Asteroid nach ihm benannt: (92892) Robertlawrence.